# Carpathonesticus puteorum
Espèce
Synonymes
- Nesticus puteorum Kulczyński, 1894

Carpathonesticus puteorum est une espèce d'araignées aranéomorphes de la famille des Nesticidae.

## Distribution
Cette espèce est endémique de Roumanie.

## Publication originale
- Chyzer & Kulczyński, 1894 : Araneae Hungariae. Budapest, vol. 2, p. 1-151.